# Des Adlers Horst
Personnages
- Rose (soprano)
- Marie, ihre Pflegetochter (soprano)
- Richard, Förster (baryton)
- Le père Renner, l'aubergiste (basse)
- Veronika, son épouse (mezzosoprano)
- Anton, leur fils (ténor)
- Cassian, contrebandier (ténor)
- Lazarus, contrebandier (basse)

Des Adlers Horst (en français, Le Nid d'aigle) est un opéra en trois actes de Franz Gläser sur un livret de Karl Eduard von Holtei d'après une nouvelle de Johanna Schopenhauer.

## Synopsis
Dans les monts des Géants, fin du XVIIIe siècle. Rose, mère célibataire, est exposée à de nombreuses hostilités dans son village. Pourtant elle trouve des compromis et convainc son employeur de prendre sa fille comme bru. Mais l'enfant de Rose est enlevé par un aigle. Elle va le rechercher héroïquement dans le nid. C'est alors qu'apparaît Richard, le père de l'enfant. Un éclair coupe un arbre en deux. À ce moment, Richard tire l'enfant des serres de l'aigle. La famille est réunie.

## Histoire
Le mélange entre mélodrame, chanson et opéra est typique des pièces présentées au Königsstädtisches Theater. À cette époque, il y a beaucoup de morceaux de ce genre, notamment Der Freischütz de Carl Maria von Weber.
Le sujet tabou de la mère célibataire n'est pas facile à porter à la scène. Cela n'eût pas été possible sans la réconciliation dramatique des parents. Holtei rend l'histoire plus réaliste en transposant l'histoire de l'Écosse exotique dans les monts des Géants, la région de son enfance. Il demande d'abord à Giacomo Meyerbeer de collaborer avec lui. Mais ce dernier n'est pas satisfait du projet, Holtei se tourne alors vers Gläser. Le grand opéra français moderne a une influence considérable sur l'œuvre. Le grand succès de la pièce se reflète avec des représentations à Prague, Amsterdam, Budapest et une à l'Opéra royal de Berlin en 1855 avec Johanna Jachmann-Wagner dans le rôle principal. La pièce tombe en désuétude dans les années 1880.

## Source de la traduction
- (de) Cet article est partiellement ou en totalité issu de l’article de Wikipédia en allemand intitulé « Des Adlers Horst » (voir la liste des auteurs).